# Pásay
Pásay es una ciudad y a la vez un barrio residencial ubicada en la región o área metropolitana del Gran Manila, al suroeste de Manila (Filipinas) aproximadamente en la costa oriental, con una población de 354.908 habitantes y una densidad de 18.679/km² (48.378,4/sq mi).
En esta ciudad se encuentra el museo y la biblioteca Memorial López, que alberga una colección de cuadros realizados por artistas filipinos. En las proximidades, se encuentra el Aeropuerto Internacional Ninoy Aquino, compartido junto con la ciudad de Parañaque.

## Historia
En 1727, el nombre de Pásay fue cambiado por Pineda, en honor de Don Cornelio Pineda, un horticultor español, quien había solicitado a sus guardias tener protección civil contra los bandidos. El nombre de Pineda, junto con Pásay, fue utilizado como el nombre de lugar hasta principios del siglo XX.
A principios del siglo XIX se denominaba Malibay, y formaba parte del Corregimiento de Tondo  en cuyo territorio se hallaba la plaza y ciudad de Manila.

Esta lugar se transformó en municipalidad propia el 2 de diciembre de año 1863, fecha que se conmemora como aniversario de la fundación.